# SN 1985C
SN 1985C – supernowa typu I odkryta 15 lutego 1985 roku w galaktyce E436-G36. W momencie odkrycia miała maksymalną jasność 16,50m.